# Félix Frías
Félix Frías (Buenos Aires, Argentina, 12 de marzo de 1816 - París, Francia, 9 de noviembre de 1881), político y periodista argentino, representante del romanticismo católico en la segunda mitad del siglo XIX.

## Juventud
Nació el 12 de marzo de 1816 en la ciudad de Buenos Aires, segundo hijo del abogado, legislador y empresario santiagueño Félix Ignacio Frías y de Luisa Molina López.
Estudió en el Colegio de Ciencias Morales —hoy Colegio Nacional de Buenos Aires— e ingresó en la Universidad de Buenos Aires para estudiar Derecho.
En 1837 fue miembro del Salón Literario de Marcos Sastre y uno de los fundadores de la Asociación de Mayo. Al año siguiente se exilió en Montevideo.
A fines de 1839 se unió a la "cruzada libertadora" del general Juan Lavalle, e hizo con él la larga campaña por el interior del país, luchando en las batallas de Don Cristóbal y Sauce Grande y en la invasión a Buenos Aires y Santa Fe. Tras la toma de Santa Fe, organizó una "junta de notables" que nombró gobernador a Pedro Rodríguez del Fresno, y fue ministro de gobierno de este. Pero enseguida se unió a Lavalle en su campaña a Córdoba; combatió en las derrotas de Quebracho Herrado y Famaillá. Después de esa derrota, huyó a Bolivia y de allí pasó a Chile.

## Exilios y viajes
En Chile se puso en contacto con otros exiliados, que bajo la dirección nominal del general Juan Gregorio de Las Heras habían fundado la Comisión Argentina de Chile. En ella figuraban Domingo Faustino Sarmiento y Bartolomé Mitre, de los que se hizo muy amigo. Dedicado al periodismo, formó parte de la redacción del diario "El Mercurio", y escribió gran cantidad de notas. Desde 1848 fue corresponsal de ese diario en Europa, viajando por Francia, Italia, España e Inglaterra, y viviendo muchos meses en París.
Gran admirador de la cultura y de la civilización francesas, que cuestionaban la influencia de la religión católica, quiso revalorizar la religión con su libro "El Cristianismo Católico Considerado como Elemento de Civilización de las Repúblicas Hispanoamericanas", en que más bien justificaba la religión ante la "civilización" anticlerical en aras de un cierto utilitarismo.

## Regreso a la Argentina
Regresó a Buenos Aires en 1855 y enseguida publicó el periódico "El Orden". En 1857 fue elegido diputado provincial e intervino en el juicio contra Juan Manuel de Rosas. En este, el exgobernador fue condenado, de antemano, a muerte y a la expropiación de todos sus bienes. Por cierto, el condenado vivió muchos años más en su exilio en Southampton.
Durante la década siguiente se dedicó sobre todo al periodismo. El presidente Sarmiento lo nombró embajador en Chile. Allí mantuvo una férrea postura de defensa de los intereses de su país en la soberanía sobre la Patagonia. La postura del gobierno chileno, y manifestada por su ministro de Relaciones Exteriores Adolfo Ibáñez Gutiérrez, era la de incluir la región patagónica en su totalidad en el arbitraje internacional realizado por el Reino Unido. Frías argumentó que "la Patagonia, el Estrecho de Magallanes y la Tierra del Fuego, aunque contiguos, son territorios distintos".
En 1877 Félix Frías fundó el "Club Católico" para combatir la propaganda laicista del Partido Autonomista Nacional que estaba en el poder desde 1874. Club que en 1883 fue rebautizado con el nombre de Asociación Católica de Buenos Aires.
Debido a su delicada salud, emprendió un viaje a Europa durante los últimos meses de su vida. Falleció en París el 9 de noviembre de 1881.

## Homenajes

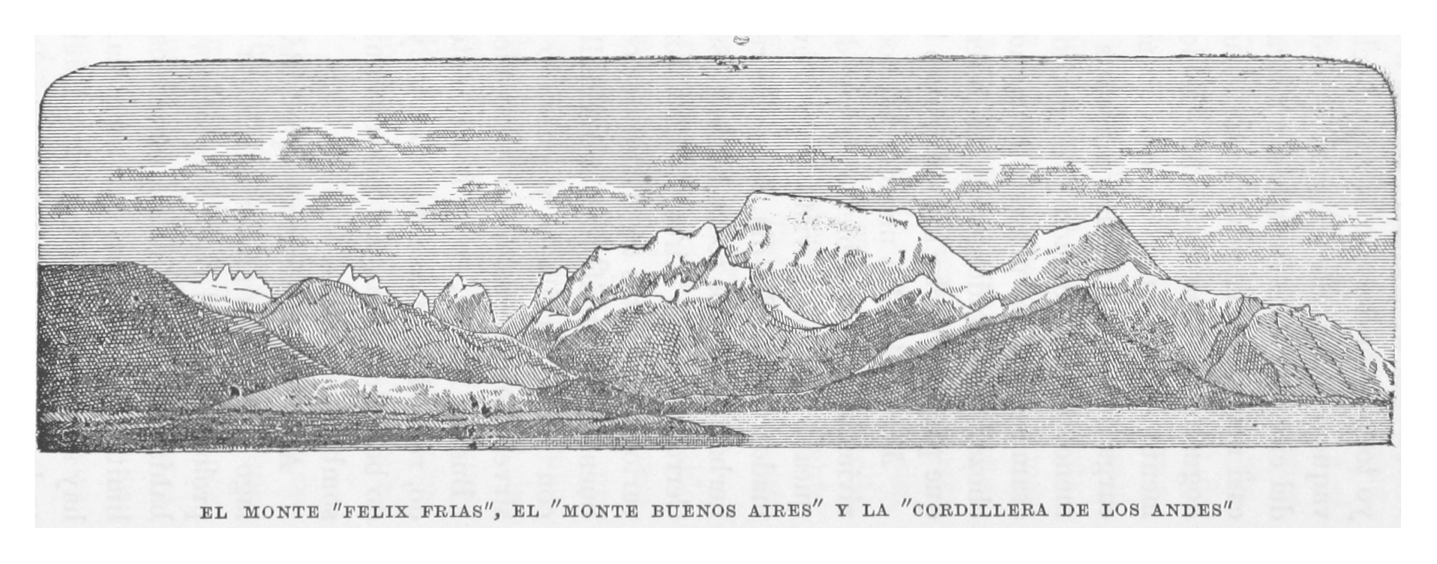
Dibujo del libro Viaje á la Patagonia austral emprendido bajo los auspicios del Gobierno Nacional 1876-1877 de Fransciso P. Moreno con el cerro Félix Frías.

Honran su memoria la ciudad de Frías, en la provincia de Santiago del Estero, y el lago Frías, en el parque nacional Nahuel Huapi, además de múltiples calles de poblaciones argentinas. En la provincia de Santa Cruz también se encuentran el glaciar y cerro Frías, nombrados así por Francisco Pascasio Moreno.